# فیلارمونیک نیویورک

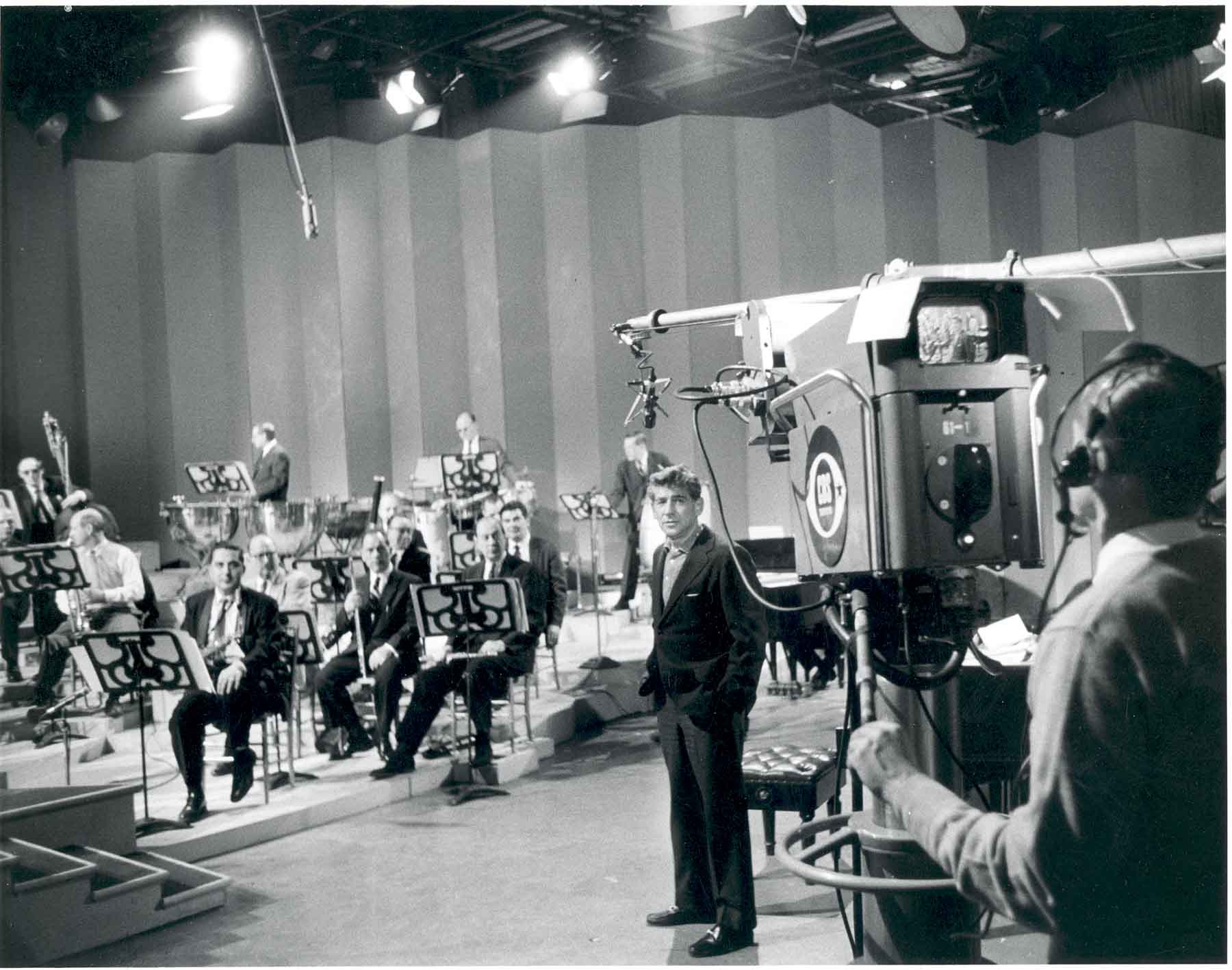
اعضای فیلارمونیک نیویورک با لنارد برنستاین در استودیوی تلویزیون

فیلارمونیک نیویورک (به انگلیسی: New York Philharmonic) تأسیس‌شده در سال ۱۸۴۲، کهن‌ترین گروه ارکستر کلاسیک آمریکایی است و در شهر نیویورک قرار دارد. آلن گیلبرت از سال ۲۰۰۹ مدیریت ارکستر را برعهده دارد.
فیلارمونیک نیویورک در دسامبر ۲۰۰۴ میلادی ۱۴هزارمین ارکستر خود را اجرا کرد. ارکسترهای این فیلارمونیک تاکنون ۳۱ رهبر داشته‌اند.